# جين بينغ ماي

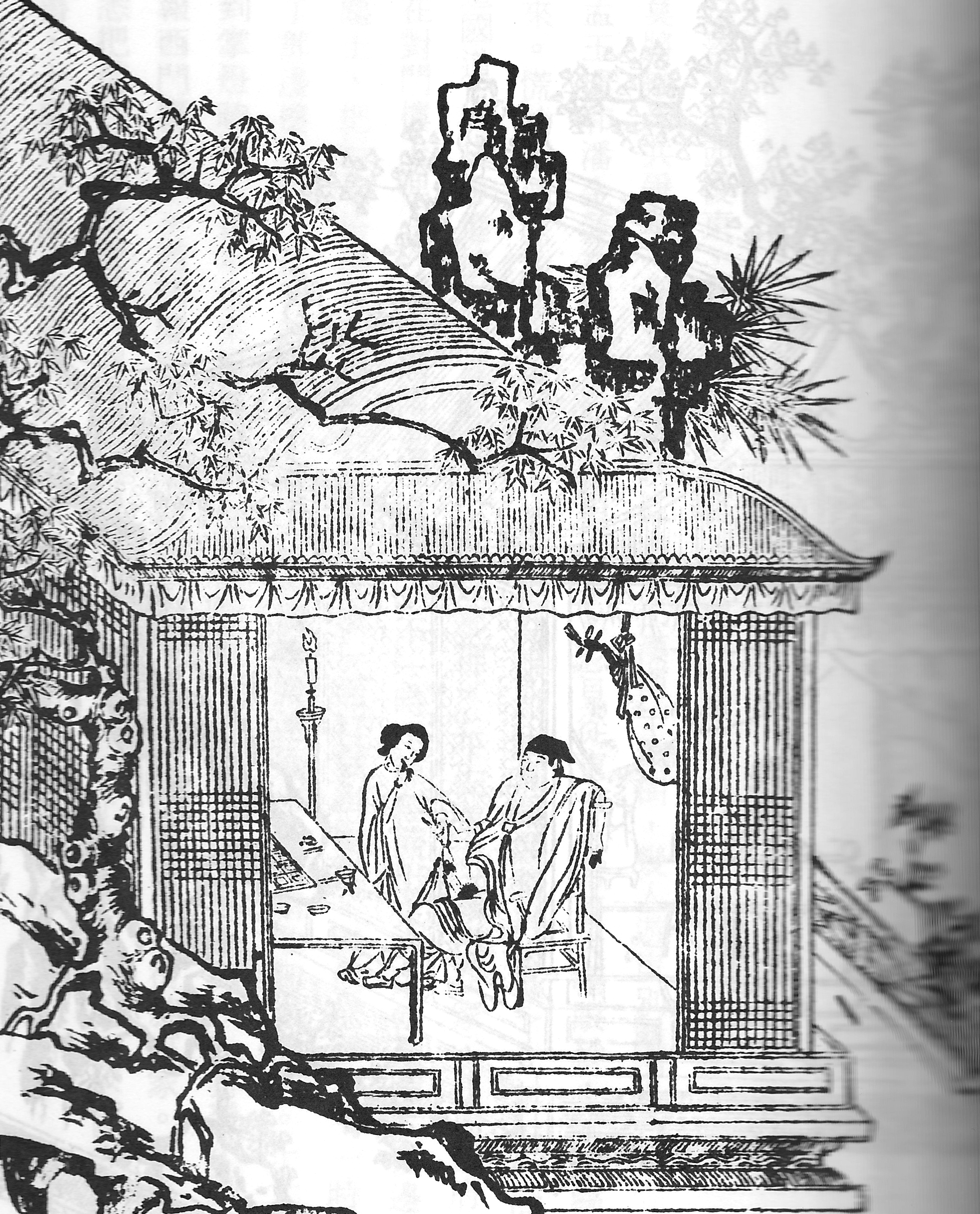
تصوير لشخصيات الرواية في نسخة تعود إلى القرن السابع عشر.

جين بينغ ماي (باللغة الصينية 金瓶梅 ؛ حسب بينيين: Jīn Píng Méi) هي رواية صينية في الآداب والأخلاق تعود إلى عصر سلالة مينغ المتأخر، التي حكمت بين 1368–1644. اختار مؤلف الرواية اسماً مستعاراً وهو لانلينغ شياوشياو شينغ (蘭陵笑笑生)؛ ولا يعرف عنه سوى أنه من منطقة لانلينغ التاريخية التي تقع في مقاطعة شاندونغ حالياً.
انتشر نص الرواية المكتوب منذ سنة 1596، وخضع للعديد من المراجعات والإضافات حتى الحصول على النسخة المطبوعة الأولى سنة 1610. كما عمد النقاد والأدباء إلى إضافة تحليلاتهم النقدية كما هو الحال في النسخة واسعة الانتشار التي وضع فيها Zhang Zhupo تعليقاته عليها سنة 1695، وذلك بشكل غطى على فهم نوايا الكاتب الأصلية.
يشتق اسم الرواية من أسماء الشخصيات الأنثوية الثلاثة الرئيسية، وهي: 
- بان جين ليان (潘金蓮)؛ بمعنى «اللوتس الذهبي»
- لي بينغ إر (李瓶兒)؛ بمعنى «المزهرية الصغيرة»
- بانغ تشون ماي (龐春梅)؛ بمعنى «أزهار خوخ الربيع»

## اقرأ أيضاً
- أدب صيني